# Joseph Höß
Joseph Höß (* 14. März 1745 in Dietenheim; † 24. März 1797 in Bozen) war ein deutscher Orgelbauer.

## Leben
Joseph Höß heiratete 1772 die Tochter des Orgelbauers Joseph Laubeck († 1770) in Ochsenhausen und übernahm dessen Werkstatt. Beim Bau der Orgel der Pfarrkirche Bozen starb er an Faulfieber. Das Werk wurde von seinem Sohn Thomas (* 21. Dezember 1778 in Ochsenhausen) vollendet, welcher später als Instrumentenbauer in Wien tätig wurde. Ein geplanter Neubau für St. Ulrich in Gröden wurde von Benedikt Grießer und Johann Michael Schultes aus Ottobeuren ausgeführt.

## Werke (Auswahl)
| Jahr      | Ort                 | Kirche               | Bild | Manuale | Register | Bemerkungen |
| --------- | ------------------- | -------------------- | ---- | ------- | -------- | --- |
| 1776–1779 | Biberach an der Riß | St. Martin           |      | II/P    | 18       | Haupt- und Chororgel; nur Gehäuse der Chororgel erhalten                                                       |
| 1779–1780 | Ochsenhausen        | St. Georg            |      | II/P    | 22       | Chororgel |
| 1780–1781 | Neresheim           | Abtei                |      |         |          | Chororgel; nicht erhalten; Neubau 1949 Steinmeyer                                                              |
| 1782–1783 | Dischingen          | St. Johannes Baptist |      | II/P    | 17       | fast vollständig erhalten → Orgel                                                                              |
| 1790–1792 | Kaisheim            | Mariä Himmelfahrt    |      | III/P   | 35       | Neubau im Gehäuse von Matthias Tretzscher aus Kulmbach (1677/1678); nicht erhalten; Neubau 1888 von Steinmeyer |
| 1792–1794 | Nördlingen          | St. Georg            |      | III/P   | 36       | nicht erhalten                                                                                                 |
| 1796–1797 | Bozen               | Pfarrkirche          |      |         |          | bei der Erstellung verstorben                                                                                  |